# Бьёрнин
«Бьёрнин» (исл. Skautafélagið Björninn — «ХК Медведь») — хоккейная команда, базирующаяся в Рейкьявике, Исландия. Команда играет в исландской хоккейной лиге c 1991 года.

## История
Хоккейная команда «Бьёрнин» была основана в 1990 году как подразделение одноимённого спортивного клуба для участия в Исландской хоккейной лиге. Команда базировалась в столице Исландии Рейкьявике. Основная задача команды — популяризация хоккея с шайбой в Исландии. Логотипом клуба является белый медведь, белый на черном фоне или черный на белом фоне, с названием клуба под ним.
Команда принимала участие в чемпионате Исландии с 1991 по 2018 год. Наивысшего результата — чемпионства страны — «Бьёрнин» добился в 2012 году Титул был завоёван 13 марта 2012 года, когда команда в финальном матче переиграла «Рейкьявик» со счётом 7-4.
28 сентября 2018 года было объявлено о слиянии спортивного клуба «Бьёрнин» с другим спортивным клубом «Фьёльнир». Согласно договору хоккейная команда стала частью этого клуба, а спортивный клуб «Бьёрнин» был упразднён.
С 2011 по 2014 год в высшей лиге страны выступал также дубль клуба — «Хунар».

## Достижения
- Исландская хоккейная лига:
  - Победители (1)  : 2012